# EA Sports
ЕА Спортс (стилизован као ЕА СПОРТС)-  је бренд компаније Електроник Артс, који ствара и развија спортске игре. У почетку, ЕА Спортс  је био маркетиншки трик, у ком су покушали да имитирају праве спортске мреже тиме што су га назвали „ЕА Спортс Мрежа”, са сликама и представницима и правим коментаторима као што је Џон Маден, међутим ускоро је овај бренд знатно порастао ослобађајући игре као што су  НБА, ФИФА, НХЛ, Амерички фудбал НФЛ, и НАСКАР. Најбоље продавана ЕА Спортс серија игара је ФИФА серија са више од 100 милиона продатих јединица.
Већину игара под овим брендом развија ЕА Канада, студио Електроник Арта  у Бурнаби, Британској Колумбији, као и, Ванкувер, Британској Колумбији и ЕА Тибурон у Мејтланд, Флориди. Главни конкурент компанији ЕА Спортс је 2К Спорт. Конкретно, обе компаније такмиче се у сфери НБА игара.
ЕА Спортс наслеђује мото „то је у игри” од матичне компаније Електроник артс.
За разлику од неких других спортских игара компаније ЕА Спортс нема посебне везе са једном платформом, што значи да су све игре доступне за најпродаваније платформе, понекад дуго након што их већина компанија напусти. На пример, ФИФА 98, 98 Мадден НФЛ, НБА ливе 98, и НХЛ 98 пуштени су за Сега Генесис и Супер НЕС током 1997; Мадден НФЛ 2005 и ФИФА 2005 је изашла и за Плеј Стејшн у 2004. години ( ФИФА 2005 је била и последња игрица за Плеј Стејшн); и НЦАА амерички фудбал 08 је за  Xbox изашла у 2007. години. Маден НФЛ 08 такође на Xboxу и Нинтендо Гејм Кјубу у 2007. години, и био је последњи називом пуштен на видику, заједно са Маден НФЛ 09 која је последња игрица за Xbox. Поред тога, НАСКАР Тандер 2003 и НАСКАР Тандер 2004 пуштени су не само за Плеј Стејшн 2, него и за оригиналну конзолу Плеј Стејшн-а. ЕА Спортс пословно име се користи за спонзорство енглеског фудбалског клуба који се такмичи у фудбалској лиги један који се зове СWindows Таун Ф. К. од сезоне 2009-10, а и спонзор је ЕА спортском Купу у Ирској.

## Серије и игре
Већина ЕА Спорт игара, излази на годишњем нивоу. Међутим, због тога што је ЕА Спортс водећи купац званичних лиценци, није изненађујуће да у кратком року избаце више игара истог спорта али другачијих лиценци:после игрице ФИФА 98 убрзо је објављена и игрица светско Светски куп-98 (ЕА поседује лиценцу за првенство света у фудбалу и Првенство Европе у фудбалу) и америчког фудбала и кошаркашке универзитетске лиге, које су засноване  НФЛ и НБА моделима игара.

### Тренутно
| Серије      | Спорт                    |
| ----------- | ------------------------ |
| Маден НФЛ   | Амерички фудбал          |
| ПГА турнеја | Голф                     |
| НХЛ         | Хокеј на леду            |
| ФИФА        | Клубски светски фудбал   |
| НБА лајв    | Кошарка                  |
| УФЦ         | Мешане борилачке вештине |

### Бивше
| Серија                  | Година Активности | Спорт                             |
| ----------------------- | ----------------- | --------------------------------- |
| НЦАА фудбал             | 1993—2013         | Колеџ Фудбал                      |
| Марио Андретти Трке     | 1994—1996         | Ауто трке                         |
| Рагби                   | 1995—2008         | Рагби                             |
| Аустралијски Рагби Лига | 1995—1996         | Рагби                             |
| Крикет                  | 1996—2007         | Крикет                            |
| МВП Бејзбол             | 1997—2007         | Бејзбол                           |
| НАСКАР                  | 1997—2010         | Трке                              |
| АФЛ                     | 1998—1999         | Фудбал са Аустралијским правилима |
| Нцаа кошарка            | 1998—2010         | Кошарка                           |
| Фајт Најт               | 1998—2011         | Бокс                              |
| Ф1                      | 2000—2003         | Формула Један                     |
| Арена Фудбал            | 2006—2007         | Арена Фудбал                      |
| ЕА Спортс Актив         | 2009—2010         | Тренинг                           |
| Гранд Слем Тенис        | 2009—2012         | Тенис                             |

## Ексклузивне сарадње
Године 2002., ЕА је купила лиценцу за НАСКАР која је важила шест година, затворивши свако такмичење са Папирусом и Инфограмером. Они су изгубили НАСКАР лиценцу 2009. године и НАСКАР лиценца је припадала компанији Полифон Дигитал за Гран Туризмо (серија) почев од Гран Туризмо 5, као и Еутехнику за НАСКАР игру серију до њеног почетка у 2015. години.
1. децембар 2004, ЕА Спортс је потписао ексклузивни уговор са Националном Фудбал Лигом (НФЛ) и са синдикатом играча, на пет година. 12. фебруар 2008, ЕА Спортс је најавио наставак свог ексклузивног уговора до 2012 НФЛ сезоне.

Мање од месец дана након НФЛ ексклузивног уговора ЕА Спортс је потписао четворогодишњи ексклузивни уговор са Арена фудбалском лигом (АФЛ).
Дана 11. априла 2005. године, Национална асоцијација студентског спорта (нцаа) И ЕА Спортс су потписали уговор који обезбеђује ексклузивна права ЕА Спортсу да производи колеџ фудбалске игрице у наредних 6 година.
ЕА је изгубио права на  Бејзбол лиги (МЛБ), коју је 2К Спорт откупио 2005. године, закључно са ЕА МВП серијом; међутим, ЕА је направио  НЦАА Бејзбол игре у 2006. и 2007. године, након пораза у борби ѕа МЛБ лиценцу.
У јануару 2008. године, компанија је ЕА Спортс је одлучио да не обнављају НЦАА колеџ Бејзбол лиценцу, док они процењују стање својих МВП игра енџина.
У 2005. години, ЕА Спортс и ЕСПН су потписали масиван 15-годишњи уговор, у ком се ЕСПН интегрише у ЕА игре и одваја од 2К Спорт и Сега производа. ЕА коришћење овог уговора је расло током година после потписивања. ЕА је у почетку интегрисао ЕСПН радио и спортски тикер у именима игара као што су Маден НФЛ, НБА Лајв, Тигер Вудс ПГА турнеја, и НЦАА бејзбол и фудбал. Карактеристике интеграције тренутно укључује стриминг и подкасте, ЕСПН чланци (укључујући садржај доступан само за ЕСПН инсајдерске претплатника), и ЕСПН Моушн видео клипове  (као што су емисије (Извињавам се што прекидам).

## Игре за рачунар
У јуну 2009. године ЕА Спортс је најавио да у 2010. години, игре Маден НФЛ, НЦАА Фудбал, НАСКАР, НХЛ, НБА Лајв, и Тајгер Вудс ПГА Тур неће бити доступне за рачунар (Windows и/или [[OS X|Mac OS X]]). НЦАА Фудбал серија није била пуштена за рачунар још од 1998. године, последња Тајгер Вудс серија за рачунар је била игра Тајгер Вудс ПГА Тур 08, НАСКАР серије није било у верзији за рачунар још од НАСКАР СимРејсинг у 2005. години, и последња серија Маден игара за рачунар је био Мадден НФЛ 08. Последња игра НХЛ серије за компјутер била је НХЛ 09. Поред тога, НБА Лајв 08 је коначна верзија за рачунар од НБА серије игара.
Највиши запослени у ЕА Спортсу у то време, Питер Мур, рекао је да пиратерија и чињеница да је „рачунар као платформа за истинске, fully- лиценциране, симулације спортске игре драстично опао у последње три године, зато што следећа генерација конзола [...] привлаче милионе потрошача”.
ЕА Спортс објављује ФИФА свет као бесплатну игру за за масовно играње са више играча, која је могла да се игра ексклузивно на рачунару. Игра је објављена 12. новембра 2013. године.
Компанија је такође истакла да ће ФИФА и ФИФА менаџер серије-и даље бити пуштене за рачунарску платформу.

## PlayStation Хоум
Дана 23. априла 2009- ЕА Спортс је објавио дуго очекивани „ЕА Спортски комплекс” за PlayStation 3 онлајн заједнице за европску и северноамеричку територију. У том комплексу, корисници могу да играју низ мини-игара, укључујући покер, картинг, голф, а у оквиру тога чак постоји и ЕА продавница. Такође, постоји читав низ огласа за предстојећи ЕА спортске игре. Свака мина игра у комплексу има награду или награде.
У почетку се комплекс је имао само две собе : ЕА и ЕА спортски комплекс на врху. Доњи спрат је у себи садржао опције за трке, и голф који није био доступан за игру. На горњем спрату је било четири покер стола, и корисници су могли да играју у било ком тренутку. Од 18. јуна 2009 урађена је нова иновација комплекса, и доњи спрат је преименован у ЕА Спорт тркачки комплекс а име горњег спрата је промењено на ЕА зелена покер соба. Осим промењених имена са доњег спрата је потпуно избачен терен за голф уместо кога су убачене још четири стазе за трке, док се на горњем спрату додао још један црвени сто за покер.
Дана 2. јула 2009. додата је још једна соба за покер и једна соба за голф, тако да су сада постојале четири собе, и то: ЕА спортски комплекс за голф, ЕА спортски комплекс за трку, ЕА спортски комплекс зелена покер соба, и ЕА спортски комплекс црвена покер соба. У соби зе трке је сада било осам стаза за трке. Соба за голф је имала два постоља за вежбу. Голф Про-продавница ускоро ће бити доступна у голф соби. Зелена покер соба је имала четири зелена стола коју су корисници могли увек да користе. Црвена покер соба има четири стола за покер, али захтева од корисника да има 2000 поена да би могао да игра.
Дана 16. јула 2009. године ЕА Спортс је објавио још једну собу, пету по реду. Ова соба је била простор за игру Ноћна борба круг 4 под називом „Клуб Ноћна борба”, која обухвата и мини игру под називом ДЈ клуба и у блиској будућности, бокс робота.
Дана 30. јула 2009. године, ЕА Спортс је додао црни покер сто у црвену покер собу, за играче високог нивоа. Ускоро, постојаће соба само за такве столове. Такође додали су и пети зелени сто у зеленој покер соби. Такође, увели су и продавницу у којој може да се купи цела боксерска опрема и намештај из игре Спортска Борба круг 4. Продавница се може наћи у соби за тркање. 16. августа 2009. заменили су пети зелени сто у зеленој соби, са црвеним столом. Они су такође смањили број бодова за црни сто, цена од 20 000 је смањена на 10,000. Такође у тој серији иновација, семафор за сваки ниво игре - зелена, црвена, црна, је издвојен сваки за себе и стављене у свакодневне плоче резултата и сезонске плоче резултата (лева страна и десна страна), увели су и бољу читљивост картице, уклањање играча на закључавање, док играју покер.
Дана 9. октобра 2009. године, ЕА Спортс је објавио спортски комплекс у јапанској верзији „куће”. Такође су објавили НФЛ дресове сваког тима у Лиги за куповину унутра ЕА спортског комплекса и у кућном трговачком комплексу. ЕА Спортс се удружио са тимом „Куће” и активирао продају и продукцију ексклузивне виртуелне робе која служи да подржи Национални дан свести рака дојке. 100% прихода од ове робе иде фондацији која се бави истраживањем рака дојке. Роба која се продавала били су црни дресови са розе бројем 9 на предњој страни дреса и име Брис на задњој страни такође у розе. Ове мајице су биле доступне од 15. октобра 2009. године до 25. новембра 2009. године. 5. новембар 2009, за оне који су купили дресове, поклоњени су ДЈ сетови, који су приказани у игри клуб Ноћна борба, тако што ће ући у једну од две ЕА комплекс покер собе од 5. новембра 2009. године и 25. новембра 2009. године. 25. новембра 2009. године, продуценти ноћне Борве круг 4 Макк Махар и Брајан Хејс били су у „кући” између 4:00 и 5:00 часова по ПАЦИФИЧКОМ времену, да би се уживо дописивали са заједницом корисника „куће” на једној од инстанци простора за клуб Ноћне борбе. 7. јануара 2010. године, ЕА Спортс је објавио НЦАА колеџ фудбал дресове у продавнице спортског комплекса и „куће”.
Дана 2. августа 2011. године, ЕА Спортс је објавио ЕА спортске претплатне карте, претплату на услуге. Она је обустављена у 2015. години и замењена са сличним ЕА приступ служби.

## Игре

### 2012. и даље

#### 2012
- ФИФА 13
- ФИФА манагер 13
- ФИФА улица
- Гренд Слем Тенис 2
- Маден НФЛ 13
- НЦАА Фудбал 13
- НФЛ Блиц
- НХЛ 13
- СС ИКС
- Тајгер Вудс ПГА Тур 13
- Евро-2012

#### 2013
- Тајгер Вудс ПГА Тур 14
- НЦАА Фудбал 14
- Маден НФЛ 25
- ФИФА 14
- ФИФА менаџер 14
- НХЛ 14
- НБА 14 Лајв

#### 2014
- Светско првенство у фудбалу-Бразил 2014
- ЕА Спортс УФЦ
- Маден НФЛ 15
- НХЛ 15
- ФИФА 15
- НБА Лајв 15

#### 2015
- Рори Меклрој ПГА тур
- Маден НФЛ 16
- НХЛ 16
- ФИФА 16
- ФИФА за мобилни
- НБА Лајв 16

#### 2016
- ЕА Спортс УФЦ 2
- НХЛ 17
- ФИФА 17
- Маден НФЛ 17